# Либер, Мина
Мина Либер (нидерл. Mina Libeer; род. 29 декабря 1997) — бельгийская дзюдоистка, бронзовый призёр чемпионата Европы 2022 года. Участница II Европейских игр 2019 года. 

## Биография
Мина Либер борется в весовой категории до 57 килограммов и представляет Бельгию на международной спортивной арене.
В 2019 году она принимала участие в соревнованиях дзюдоистов на II Европейских играх в Минске. В весовой категории до 57 кг бельгийка уступила во втором раунде немецкой спортсменке Паулине Штарк. 
В 2021 Мина на соревнованиях серии Большой Шлем в Париже и Баку становилась третьей. 
В 2022 году на чемпионате Европы, который состоялся в Софии, бельгийская спортсменка сумела завоевать бронзовую медаль. В поединке за третье место она победила соперницу из Германии Паулину Штарк.
В 2023 году на турнире Большого Шлема в Тель-Авиве в категории до 57 кг завоевала бронзовую медаль. 